# Radeces
Radeces es el tercer álbum solista de Rubén Rada. Fue grabado en 1975 en Montevideo y editado en Uruguay por Ayuí / Tacuabé.

## Historia
Rada había vivido entre 1973 y 1975 en Buenos Aires, realizando diversas actuaciones con el grupo S.O.S., con quienes llegó a grabar en 1974 Rubén Rada y Conjunto S.O.S., que sería editado recién en 1976. De vuelta en Uruguay, contaba únicamente con un disco solista publicado. Coriún Aharonián le propuso crear un nuevo álbum. La grabación se llevó a cabo entre junio y septiembre de 1975, bajo la dirección de Julio Frade, quien además realizó los arreglos junto a Rada.
En septiembre de 1975 Ayuí / Tacuabé editó un disco simple, adelantando Radeces, que incluía "Ayer te vi" como lado A y "De semana a semana" como lado B.
El álbum incluye canciones que pasaron a ser clásicos de Rada, como "Malísimo" o "Ayer te vi", y volvieron a ser versionadas en discos posteriores del artista. El trabajo fue destacado por diversos músicos y críticos, tanto por su música como por algunas de sus letras. "Malísimo" fue versionada por Herb Alpert, con el nombre "Reach for the Stars", en su disco Beyond (1980). "Upa Nega" es otra canción destacada, una versión de Chichito Cabral (compañero de Rada en Totem) fue incluida en Antología del candombe volumen 2 (1989) del sello Sondor y The Rada's Old Boys la versionaron en su disco Homenaje a Rada (2016). "La Rada" le dio nombre al disco La Rada (1981), donde una nueva versión de la canción también cierra el álbum.
Radeces no tuvo ningún tipo de presentación, ya que apenas culminada la grabación Rada viajó nuevamente a Buenos Aires, en esta ocasión para trabajar con Manolo Guardia y su agrupación Camerata de Tango en la grabación del álbum Café Concert Vol. 2.
Inicialmente editado en Uruguay en vinilo y casete, fue reeditado en formato CD en 1998 también por el sello Ayuí/Tacuabé, y en 1999 como parte de la colección "30 años de música uruguaya" de la revista Posdata.

## Lista de canciones
Todas las canciones escritas y compuestas por Ruben Rada. 
| Lado A |                                               |          |  |
| N.º    | Título                                        | Duración |  |
| 1.     | «Malísimo»                                    | 3:43     |  |
| 2.     | «Reencarnación»                               | 4:32     |  |
| 3.     | «Nena»                                        | 2:29     |  |
| 4.     | «De todos modos... adiós (Good bye, my love)» | 3:13     |  |
| 5.     | «Ahé, ahé»                                    | 3:18     |  |

| Lado B |                      |          |  |
| N.º    | Título               | Duración |  |
| 1.     | «De semana a semana» | 4:06     |  |
| 2.     | «Upa Nega»           | 3:30     |  |
| 3.     | «La rana»            | 3:09     |  |
| 4.     | «Ayer te vi»         | 2:38     |  |
| 5.     | «La Rada»            | 4:54     |  |

## Personal
- Ruben Rada: voz, percusión en "La Rana" y "Ayer te vi".
- Marcos Szpiro: guitarra eléctrica.
- Roberto Griordano: bajo eléctrico.
- Santiago Ameijenda: batería.
- Jorge Trasante: percusión.
- Julio Frade: piano eléctrico.
- Alberto Alonso: flauta en "La Rada" y saxo tenor en "Upa Nega".
- Eduardo Martirena: trompeta en "Upa Nega" y "La Rada".
- Alexis Buenseñor: trombón en "Upa Nega".[1]